# Iván Ramiro Córdoba
Iván Ramiro Córdoba Sepúlveda (nascut l'11 d'agost de 1976 en Rionegro, Departament d'Antioquia) és un futbolista colombià retirat que va jugar de Defensa per l'Inter de Milà i la selecció de futbol de Colòmbia.